# 马里亚纳 (昆卡省)
马里亚纳，是西班牙卡斯蒂利亚-拉曼恰昆卡省的一个市镇。总面积40平方公里，总人口308人（2001年），人口密度8人/平方公里。